# Аль-Сайед, Каримат
Каримат Аль-Сайед — египетская ученая, кристаллограф и сторонница женского образования. Она профессор кристаллографии в Университете Айн Шамс. В течение трёх лет была президентом отдела образования Международной федерации кристаллов.

## Биография
Отец Аль-Сайед был учителем арабского языка; её братья и сестры — врачи и ученые. Отец непредвзято относился к её образовательным амбициям, но мать беспокоилась о репутации семьи и пыталась выдать её замуж после того, как она изучала математику и физику в университете Айн Шамс. Аль-Сайед защитила докторскую диссертацию в Университетском колледже Лондона под руководством Кэтлин Лонсдейл в 1965 году. Она смогла сопоставить атомную вибрацию материалов с наблюдаемым расширением этого материала из-за повышения температуры.
Каримат Аль-Сайед основала женское отделение физического факультета Университета короля Абдул-Азиза (1975). Она была президентом отдела образования Международной федерации кристаллов в течение трех лет и являлась президентом Египетского комитета по кристаллографии на 2014 году, международный год кристаллографии.

## Взгляды
Аль-Сайед придерживается твёрдого мнения о роли женщин в науке и приводит цифры, показывающие, что большинство учёных, работающих над материалами и создающих патенты — женщины. Она читает лекции молодым женщинам, рассказывая о своей героине, Марии Кюри, и предлагая себя в качестве альтернативного образца для подражания.

## Награды
- 2003: Премия L’Oréal — ЮНЕСКО «Для женщин в науке»[6].

## Личная жизнь
Аль-Сайед вышла замуж за другого физика, изучающего физику твёрдого тела. У них трое детей. В своём постдокторском исследовании она изучала небольшие примеси в металлах, что важно, поскольку открытие транзисторов показало, как эти небольшие добавки могут радикально влиять на свойства материала.